# Козловице
Козлови́це (пол. Kozłowice, нем. Koselwitz , Josefshöhe (1936—1947)) — село в Польше в гмине Гожув-Слёнский Олесненского повета Опольского воеводства.

## География
Село находится в 7 км от административного центра гмины города Гожув-Слёнский, 25 км от административного центра повета города Олесно и 34 км от административного центра воеводства Ополе.

## История
Первые упоминания о селе относятся к началу XIV века. Сочинение «Liber fundationis episcopatus Vratislaviensis», издания 1305 года, упоминает о селе под наименованием «Coslawicz».
В 1921 году в селе состоялся Верхнесилезский плебисцит. В голосовании приняли участие 163 человека. За Германию проголосовало 149 человек (91,4 %), за присоединение к Польше отдали свои голоса 14 человек (8,6 %).
В 1925 году в селе проживало 481 человек, в 1993 году — 447 человек.
До 1936 года село называлось немецким наименованием Козельвиц. В 1936 году село было переименовано в Йозефсхёе (Josefshöhe). 1 апреля 1939 года село было административно присоединено к селу Паулсдорф. 15 марта 1947 года село было переименовано в Козловице.
В 1975—1998 годах село входило в Опольское воеводство.

## Достопримечательности
- Церковь святого Иоанна Крестителя, построенная во второй половине XVII века — памятник культуры Опольского воеводства[6].